# José Torres (Schauspieler)
José Torres (* 4. Juni 1925 in Tocuyito) ist ein venezolanischer Schauspieler. 

## Leben
Torres begann seine Schauspieltätigkeit 1959 und trat mit verschiedenen Kompagnien auf. Insgesamt war er an mehr als 50 Filmproduktionen beteiligt. In den 1960er Jahren spielte er in Europa in fast 30 Italowestern und anderen actionlastigen Filmen meist zwielichtige Charaktere mexikanischer Abstammung. 1972 kehrte er in sein Heimatland zurück, wo er für den Fernsehsender Venevisión spielte. Ab 1979 war Torres für die VTV (Venezolana de Televisión) aktiv. In der ab 1995 ausgestrahlten Telenovela Kaina interpretierte er die Rolle des Tacupay, mit dessen Namen er fortan synonym gesetzt wurde. Auch auf der Bühne und als Schauspiellehrer war er aktiv. Torres führte fünfzehn Jahre lang ein Restaurant, das im Jahr 2012 abgerissen wurde.
Seine Tochter Arlette Torres ist ebenfalls Schauspielerin.

## Filme (Auswahl)
- 1962: Sklaven der Semiramis (Io, Semiramide)
- 1962: Taurus – Der Gigant von Thessalien (Taur, re della forza bruta)
- 1964: Due mafiosi nel Far West
- 1965: Jetzt sprechen die Pistolen (Perché uccidi ancora?)
- 1965: 30 Winchester für El Diabolo (30 Winchester per El Diablo)
- 1966: Für Dollars ins Jenseits (Deguejo)
- 1966: Das Superding der 7 goldenen Männer (Il grande colpo dei 7 uomini d'oro)
- 1967: Poker mit Pistolen (Un poker di pistole)
- 1967: Der Gehetzte der Sierra Madre (La resa dei conti)
- 1967: Leg ihn um, Django (Vado… l‘ammazzo e torno)
- 1967: Von Angesicht zu Angesicht (Faccia a faccia)
- 1967: Von Mann zu Mann (Da uomo a uomo)
- 1968: Tepepa
- 1968: Lauf um dein Leben (Corri uomo corri)
- 1968: Copper Face (Tutto per tutto)
- 1968: Django und die Bande der Gehenkten (Preparati la bara!)
- 1969: Django – Gott vergib seinem Colt (Dio perdoni la mia pistola)
- 1969: Die fünf Gefürchteten (Un esercito di 5 uomini) (Geschnittene Szenen)
- 1969: Sartana – Töten war sein täglich Brot (Sono Sartana, il vostro becchino)
- 1970: Django sfida Sartana
- 1971: Arriva Durango… paga o muori
- 1971: …E lo chiamarono Spirito Santo
- 1971: Spara Joe… e così sia!
- 1972: Er säte den Tod (Seminò la morte… lo chiamavano ´Il Castigo di Dio`)
- 1972: Bada alla tua pelle Spirito Santo!